# Эукленн, Сондре
Сондре Эукленн (норв. Sondre Auklend; родился 10 июня 2003) — норвежский футболист, полузащитник клуба «Будё-Глимт».

## Клубная карьера
Выступал за молодёжные команды «Видара» и «Викинга». 16 июля 2020 года дебютировал в основном составе «Викинга» в матче высшего дивизиона норвежского чемпионата против клуба «Будё-Глимт».

## Карьера в сборной
Выступал за сборные Норвегии до 15, до 16 и до 17 лет.